# Pólux (torpedero)
El Pólux (o Pollux, según la fuente) fue un torpedero de botalón de la Armada Española de finales del siglo XIX. Recibió su nombre por Pólux, personaje de la mitología griega.

## Dimensiones
El buque tenía una eslora de 26,2 m y una manga de 3,3 m. Su casco, realizado en acero, tenía un desplazamiento de 25 t. Sus calderas le proporcionaban una potencia de 350 CV indicados, lo que le permitía alcanzar una velocidad máxima de 18 nudos.

## Historia
Fue el segundo torpedero de botalón, de la Armada Española, y fue adquirido en Gran Bretaña con fines comparativos con el Cástor adquirido a Francia. El buque llegó desde el Reino Unido a bordo del vapor Isabel la Católica. En un principio, recibió el nombre de bote portatorpedos Número 2, hasta que fue rebautizado el 27 de diciembre de 1883 como Pólux.
Fue destinado inicialmente a la defensa de la Base Naval de Cartagena, aunque durante cierto tiempo estuvo integrado en la Brigada de torpederos de Mahón. A comienzos de julio de 1885 se le ordenó partir de su base en Cartagena con destino a Mahón, acompañado de la fragata acorazada Numancia y el torpedero Rigel para engrasar la Escuadra de Instrucción. El 18 de abril de 1886 fue destinado definitivamente a la base de Mahón, junto con el torpedero Cástor y la lancha torpedera Aire, no realizando servicios de guerra. El 18 de mayo de 1891 tras partir de Mahón con el fin de realizar prácticas de combate se produjo el estallido de una conducción de sus calderas, resultando en la muerte instantánea de dos fogoneros y graves averías en el torpedero.
Fue dado de baja el 9 de agosto de 1895, hecho que se no se hizo firme hasta el 1 de mayo de 1897, aunque de facto ya estaba inoperativo desde 1891. Según se desprende de la cita, el buque se hallaba en tan malas condiciones que ni siquiera fue aprovechable para su enajenación.